# District de Schwaz
Le district de Schwaz est une subdivision territoriale de l'État du Tyrol en Autriche.

## Géographie

### Lieux voisins
| arrondissement de Garmisch-Partenkirchen (Bavière) | arrondissement de Bad Tölz-Wolfratshausen (Bavière) | arrondissement de Miesbach (Bavière)        |
| district d'Innsbruck-Land                          |                                                     | district de Kufstein, district de Kitzbühel |
|                                                    | province autonome de Bolzano (Trentin-Haut-Adige)   | district de Zell am See (land de Salzbourg) |

## Communes
Le district comporte 30 communes :
- Achenkirch
- Aschau im Zillertal
- Brandberg
- Bruck am Ziller
- Buch in Tirol
- Eben am Achensee
- Finkenberg
- Fügen
- Fügenberg
- Gallzein
- Gerlos
- Gerlosberg
- Hainzenberg
- Hart im Zillertal
- Hippach
- Jenbach
- Kaltenbach
- Mayrhofen
- Pill
- Ramsau im Zillertal
- Ried im Zillertal
- Rohrberg
- Schlitters
- Schwaz
- Schwendau
- Stans
- Steinberg am Rofan
- Strass im Zillertal
- Stumm
- Stummerberg
- Terfens
- Tux
- Uderns
- Vomp
- Weer
- Weerberg
- Wiesing
- Zell am Ziller
- Zellberg